# Blindskrift
Blindskrift skal ikke forveksles med blindeskrift som fx Braille-alfabetet.
Blindskrift er en teknik ved skrivning på skrivemaskine eller andet udstyr med tastatur hvor man ikke kigger ned på tasterne mens man skriver.
Et udbredt system er tifingersystemet, hvor fingrene har følgende udgangspositioner (på et dansk QWERTY-tastatur):
| Finger              | Position |
| ------------------- | -------- |
| Venstre lillefinger | A        |
| Venstre ringfinger  | S        |
| Venstre langefinger | D        |
| Venstre pegefinger  | F        |
| Højre pegefinger    | J        |
| Højre langefinger   | K        |
| Højre ringfinger    | L        |
| Højre lillefinger   | Æ        |

Dette understøttes også af at mange tastaturer har et lille mærke på F- og J-tasterne, så man kan placere fingrene ud fra dette.
| Sprog | Spire Denne artikel om sprog er en spire som bør udbygges. Du er velkommen til at hjælpe Wikipedia ved at udvide den. |

| Teknik og teknologi | Spire Denne artikel om teknik eller teknologi er en spire som bør udbygges. Du er velkommen til at hjælpe Wikipedia ved at udvide den. |